# Vandenberg AFB Launch Facility 22
Vandenberg AFB Launch Facility 22 (LF-22) ist ein Raketensilo auf der Vandenberg Air Force Base in Kalifornien, USA.
Das Silo wurde in den 1960er und 1970er Jahren zu Forschungs- und Erprobungsstarts der Minuteman-Rakete verwendet.

## Startliste
| Datum              | Zeit (UTC) | Raketentyp  | Nutzlast            | Anmerkungen         |
| ------------------ | ---------- | ----------- | ------------------- | ------------------- |
| 6. Oktober 1965    |            | Minuteman 2 | Minuteman 2 2002    | Erprobungsflug      |
| 2. November 1966   |            | Minuteman 2 | Minuteman 2 2068    | Fehlschlag          |
| 21. April 1967     |            | Minuteman 2 | Minuteman 2 2137    | ST Olympic Trials 1 |
| 20. Juli 1967      |            | Minuteman 2 | Minuteman 2 2370    | ST Olympic Trials 3 |
| 25. Januar 1968    |            | Minuteman 2 | Minuteman 2 2448    | ST Olympic Trials 7 |
| 30. April 1968     |            | Minuteman 2 | 2503 GIANT BLADE 1  | Testflug            |
| 25. April 1969     |            | Minuteman 2 | 2096 OT GT5F        | Testflug            |
| 15. Juli 1969      |            | Minuteman 2 | (64-15533) OT GT12F | Testflug            |
| 27. August 1969    | 02:35      | Minuteman 2 | 2065 OT GT15F       | Testflug            |
| 11. März 1970      |            | Minuteman 2 | 2424 OT GT24F       | Testflug            |
| 25. April 1970     |            | Minuteman 2 | 2588 OT GT57F       | Testflug            |
| 26. Juni 1970      |            | Minuteman 2 | 2559 OT GT59F       | Testflug            |
| 24. Mai 1971       |            | Minuteman 2 | FOT GT103F          | Testflug            |
| 19. September 1972 |            | Minuteman 3 | OT GT16GB           | Testflug            |
| 25. November 1972  | 02:00      | Minuteman 3 | OT GT18GB           | Testflug            |
| 3. Mai 1973        | 23:00      | Minuteman 3 | OT GT22GB           | Testflug            |
| 28. September 1974 | 15:34      | Minuteman 3 | FOT GT46GB          | Testflug            |
| 17. Dezember 1975  |            | Minuteman 3 | FOT GT51GB          | Testflug            |